# Quecksilberspringbrunnen
Ein Quecksilberspringbrunnen ist ein Springbrunnen, der für den Betrieb mit Quecksilber statt mit Wasser gebaut ist.
Ein bekannter moderner Quecksilberbrunnen wurde 1937 vom amerikanischen Künstler Alexander Calder für den spanischen Pavillon bei der Weltausstellung von 1937 in Paris gebaut und befindet sich jetzt im Skulpturengarten des Museums Fundació Joan Miró in Barcelona. Der Brunnen war von der legitimen republikanischen Regierung Spaniens in Auftrag gegeben worden, um einerseits auf die franquistische Offensive im spanischen Bürgerkrieg gegen die Quecksilberminen in Almadén (Prov. Ciudad Real), die damals zu den bedeutendsten der Welt gehörten, und andererseits auf die wirtschaftlichen und kapitalistischen Interessen hinter dem Militärputsch, der den Bürgerkrieg ausgelöst hatte, aufmerksam zu machen.

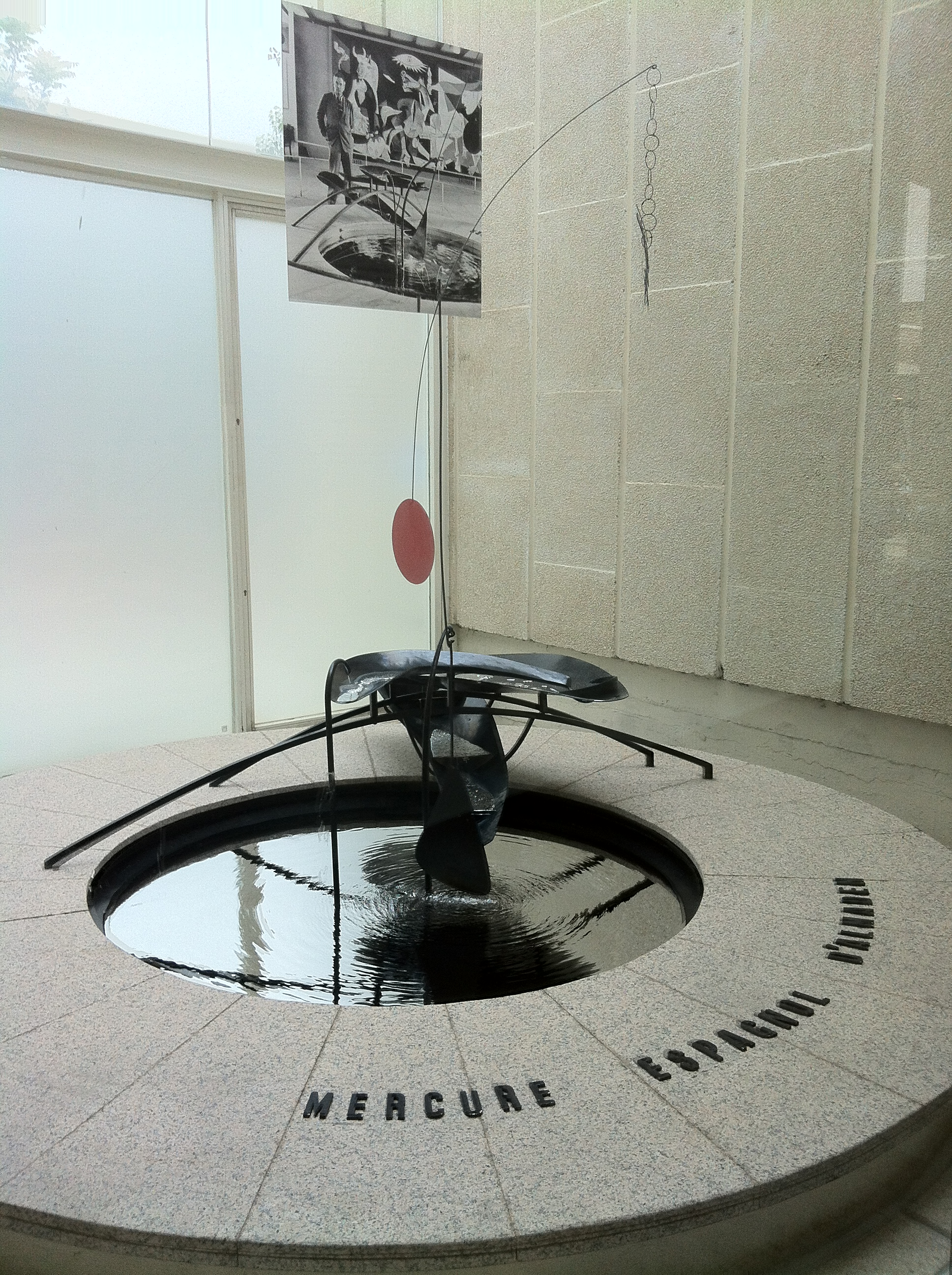
Calders Quecksilberbrunnen im Skulpturengarten des Museums Fundació Joan Miró

Um das Jahr 1000 gab es in den Palästen der Kalifen von Córdoba (Medina az-Zahra), Kairo und Bagdad mit Quecksilber gefüllte Becken, die für das Spiel mit Lichtwirkungen genutzt wurden, außerdem in großen Porphyrmuscheln angelegte Quecksilberteiche (für Kairo sind 50 Ellen im Quadrat überliefert).